# Haltestelle Wien Geiselbergstraße

Die Haltestelle Wien Geiselbergstraße ist eine Haltestelle an der Aspangbahn und wird von der Linie S7 der S-Bahn Wien im Verkehrsverbund Ost-Region bedient. Sie liegt im 11. Wiener Gemeindebezirk Simmering und wurde 2002 im Zuge des zweigleisigen Ausbaus des Streckenabschnitts unweit des ehemaligen Wiener Aspangbahnhofs neu errichtet.

## Linien im Verkehrsverbund Ost-Region

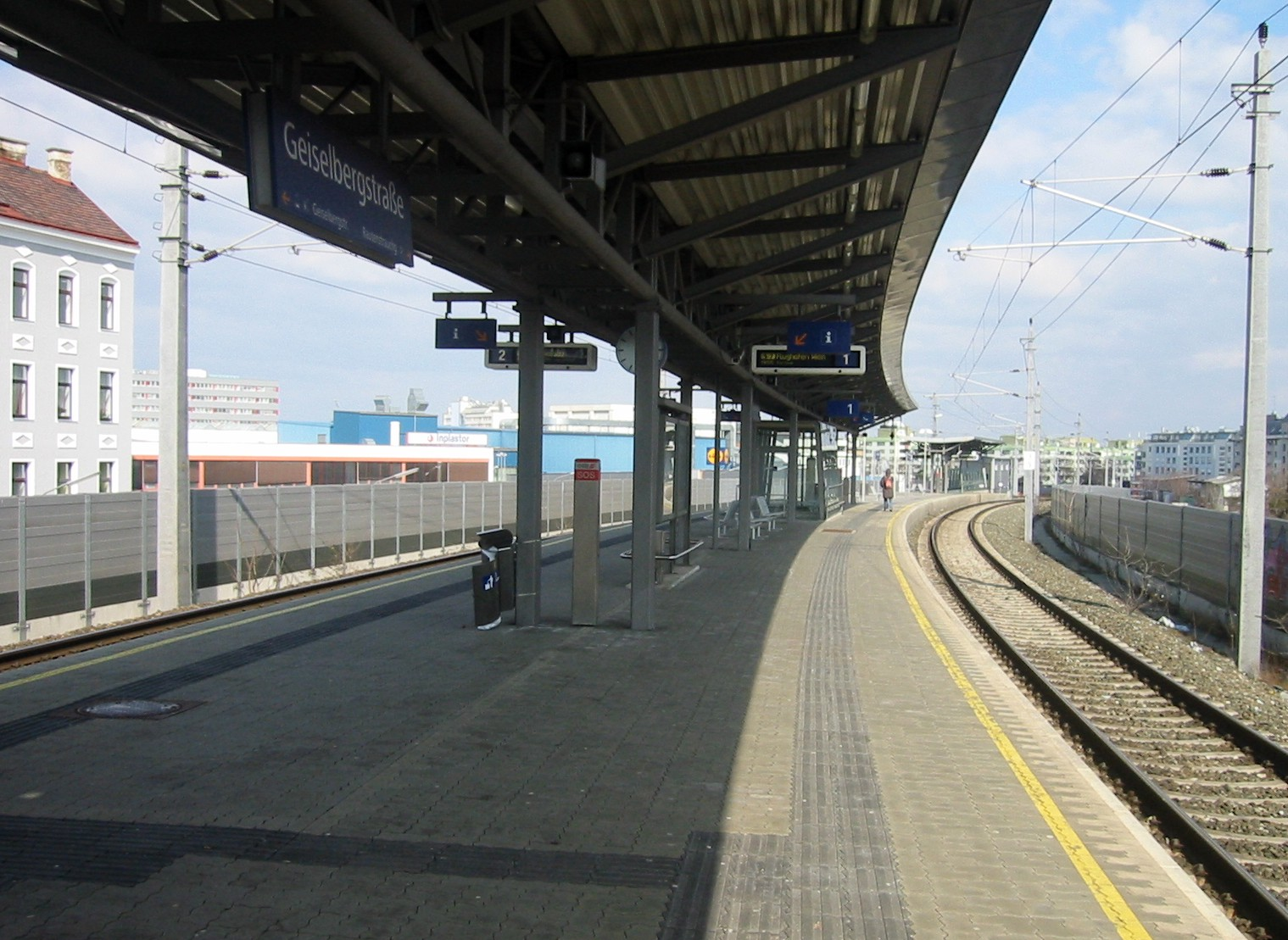
Bahnsteigbereich

| Linie | Verlauf |
| ----- | --- |
| S7    | (Laa an der Thaya –) Mistelbach – Wolkersdorf – Wien Floridsdorf – Wien Handelskai – Wien Traisengasse – Wien Praterstern – Wien Mitte – Wien Rennweg – Wien St. Marx – Wien Geiselbergstraße – Wien Zentralfriedhof – Wien Kaiserebersdorf – Schwechat – Mannswörth – Flughafen Wien – Fischamend – Maria Ellend a.d. Donau – Haslau – Regelsbrunn – Wildungsmauer – Petronell-Carnuntum – Bad Deutsch-Altenburg – Hainburg a.d. Donau Kulturfabrik – Hainburg a.d. Donau Personenbahnhof – Hainburg a.d. Donau Ungartor – Wolfsthal |
| 11    | Otto-Probst-Platz – Reumannplatz – Geiselbergstraße – Simmering – Zentralfriedhof – Kaiserebersdorf |
| 69A   | Simmering, Simmeringer Platz – Geiselbergstraße – Hauptbahnhof |
| N6    | Westbahnhof – Matzleinsdorfer Platz – Quellenplatz – Geiselbergstraße – Enkplatz |

## Geschichte
Anfang der 1990er Jahre beschlossen die ÖBB und die Stadt Wien, die Eisenbahnverbindung zum Flughafen Wien-Schwechat zweigleisig und niveaufrei auszubauen, um mehr Züge anbieten zu können. Hierbei wurde auch eine neue Haltestelle über der Geiselbergstraße eingeplant, die gemeinsam mit der Haltestelle Wien St. Marx den verkehrstechnisch ungünstig gelegenen Aspangbahnhof ersetzen sollte. So wurde die Haltestelle Wien Geiselbergstraße in Hochlage nördlich der Geiselbergstraße und parallel zur Leberstraße errichtet. Es wurde ein 160 m langer Mittelbahnsteig in einer S-Kurve errichtet, von dem über eine Treppe im Norden eine Unterführung zwischen der Leberstraße und Am Kanal erreicht wird, südlich ist durch eine Treppe und einen Lift die namensgebende Geiselbergstraße samt der Haltestelle der Linie 11 erreichbar. Mit dem Fahrplanwechsel am 15. Dezember 2002 wurde die neue Haltestelle dem Verkehr übergeben. Der geforderte und geplante 15-Minuten-Takt der S7 wurde jedoch nicht umgesetzt, stattdessen fährt seither zusätzlich zu den halbstündlichen S-Bahnen ebenfalls alle 30 Minuten der CAT, der Wien Mitte nonstop mit dem Flughafen verbindet.